# Oceansize
Oceansize is een Britse voormalige vijfmansrockformatie afkomstig uit Manchester. De groep werd opgericht in 1998 en bracht vier albums uit. In 2011 ging de groep uit elkaar.

## Muziek
Oceansize wordt vaak geschaard onder de noemer progressieve rock, al gaf de band zelf de voorkeur aan de benaming "Progressive Death Indie". De band noemde als invloeden onder meer Cardiacs, Nine Inch Nails, Jane's Addiction, Mike Patton, The Beach Boys, Black Sabbath, Can, Tool en Tortoise. Hun geluid wordt vergeleken met dat van Pink Floyd, Mogwai en My Bloody Valentine. De noemer progressieve rock wordt dan ook gebruikt om de wijde variëteit, complexe structuren en gelaagdheid van hun nummers te vatten, gaande van sfeervolle soundscapeachtige ballads tot heavy metal met zware distortion.

## Discografie

### Albums
- Effloresce (2003)
- Everyone into Position (2005)
- Frames (2007)
- Self Preserved While the Bodies Float Up (2010)

### Singles en ep's
- Amputee (1999, cd)
- Saturday Morning Breakfast Show (1999, 7"-vinyl)
- A Very Still Movement (2001, cd)
- Relapse (2002, cd/10"-vinyl)
- One Day All This Could Be Yours (2003, cd/10"-vinyl)
- Catalyst (2003, downloadsingle)
- Remember Where You Are (2003, cd/7")
- Catalyst (2003, cd/7"-vinyl)
- Music for Nurses (2004, cd/10"-vinyl)
- Heaven Alive (2005, cd/7"-vinyl)
- New Pin (2006, cd/7"-vinyl)
- Home and Minor (2009)

### Dvd's
- Feed to Feed (2009, 4 cd's + 3 dvd's)

## Bandleden
- Mike Vennart - gitaar, zang
- Steve Durose - gitaar, achtergrondzang
- Richard Ingram - gitaar, keyboard
- Jon Ellis - basgitaar, keyboard (tot eind 2005)
- Steven Hodson - basgitaar, keyboard (vanaf 2006)
- Mark Heron - drums